# Акустический альбом
«Акустический альбом» — третий студийный альбом российской панк-рок-группы «Король и Шут». Большинство песен носят любовный, трагический и юмористический характер. В записи приняли участие фолк-певица Марина Капуро, скрипачки Мария Бессонова и Мария Нефёдова, ставшая впоследствии участницей группы. Обложка альбома отсылает к песне «Девушка и граф».

## История создания

### Запись
В 1996 году участники группы познакомились с Игорем «Панкером» Гудковым и вместе с ним обсуждали идею акустического концерта. Накануне концерта Михаил Горшенёв попал в больницу, а отменять запланированный концерт было нельзя. В результате работа двух вокалистов упала на одного Андрея Князева. За неделю до концерта участники группы собрались дома у Якова Цвиркунова и сделали аранжировки к песням, написанным Андреем Князевым во время службы в армии. Материал был новый и ещё неосвоенный. Именно тогда в репетициях стал принимать участие Александр Леонтьев по прозвищу «Ренегат». В то время он играл с младшим братом Михаила Горшенёва Алексеем в группе «Кукрыниксы». Леонтьева попросили помочь с акустическим исполнением песен, кроме того, нужна была вторая гитара: одного Якова Цвиркунова было мало. Стали разучивать новые песни — «Бедняжку», «Екатерину». Среди песен «в разработке» были и будущие хиты — «Кукла колдуна» и «Прыгну со скалы». В результате группа «Король и Шут» отыграла двухчасовой акустический концерт в рок-клубе без Михаила Горшенёва. После выступления появилась идея записать эту программу.
Запись альбома началась в студии фирмы «Мелодия», расположенной в старинной лютеранской церкви на Васильевском острове. Музыканты использовали церковный зал в качестве естественного резонатора. По словам участников группы, первый раз они записывались в таких комфортных условиях. В этом альбоме почти все песни исполнил Андрей Князев, также он хотел сам исполнить женскую партию в песнях «Наблюдатель» и «Девушка и граф». Однако его желание на корню обрубили представители лейбла «Курицца Records», на котором должен был выйти альбом. Ему предложили пригласить певицу Марину Капуро.
Также в записи участвовали две скрипачки — Мария Нефёдова и Мария Бессонова. Раньше они играли в группе «Танки». Иногда появлялось некое ответвление от «Танков» — проект под названием «Музыка Т». Они репетировали на точке возле Московских ворот. Там звукорежиссёром работал барабанщик «Короля и Шута» Александр Щиголев. Они познакомились, потом подружились. Однажды музыканты группы «Король и Шут» репетировали сразу после девушек и тогда они познакомились с гитаристом Яковом Цвиркуновым. Когда началась запись «Акустического альбома» Яков позвонил девушкам и пригласил их поучаствовать. В итоге одна из девушек — Мария Нефёдова — закрепилась в постоянном составе группы.

### Проблемы с выпуском альбома
Сведение производили гитарист группы Яков Цвиркунов и звукорежиссёр Павел Сажинов дома у Цвиркунова. Компьютер, на котором происходил весь процесс, был украден. По счастливой случайности воры не унесли диски, на один из которых Цвиркунов за день до этого скинул альбом.
Однако Михаил Горшенёв, послушав материал «Акустического альбома», остался крайне недоволен. Вместо реального панк-рока — баллады с детскими текстами. Горшенёв настаивал, чтобы альбом вышел как сольный альбом Князя. Но тогда воспротивились представители выпускающего лейбла, которые доказывали, что «Король и Шут», несмотря на популярность, до сольного творчества ещё не доросли. Пока что выпускаться можно только под названием «Король и Шут». К тому же остальные участники группы были против выпуска альбома как сольника Андрея Князева, так как принимали непосредственное участие в записи. В итоге Горшенёв настоял на названии «Акустический альбом», вместо рабочего названия «Любовь негодяя», чтобы данная работа группы отличалась от других в дискографии. Пока шли споры, фирма «Курицца Records» развалилась, и альбом перешёл в собственность группы. Нужно было искать новый лейбл.
«Акустический альбом» почти год не мог выйти в свет. Помог случай. В Москве у группы была знакомая, которую звали Елена Карпова. Однажды она снимала группу в «Живой коллекции» (весной 1998) для канала РТР. К тому времени, когда «Король и Шут» записали «Акустический альбом», Карпова работала на лейбле «ОРТ-Рекордс». Возглавлял его продюсер Иосиф Пригожин. Карпова начала вести переговоры с Пригожиным о том, что хорошо было бы издать альбом группы, которая только что собрала Дворец спорта «Юбилейный» в Питере. В Москву был вызван директор коллектива. С ним приехали Яков Цвиркунов, Князев и Балунов. Пригожин искал хорошие проекты, ему понравилась группа. Было достигнуто соглашение и подписан договор, по которому авторский гонорар составлял тридцать тысяч долларов. Альбом был выпущен компанией «ОРТ Рекордс».
Если альбом «Камнем по голове» продавался достаточно плохо — его просто мало было в продаже, а «Будь как дома, Путник…» — тогда он ещё назвался «Король и Шут» было очень сложно найти, так как он был выпущен небольшим тиражом, то «Акустический альбом» по количеству продаж опередил оба предыдущих альбома — он продавался лучше, чем они оба вместе взятые, появившись за пределами Москвы и Санкт-Петербурга.

## Чарты
Песня «Прыгну со скалы» по итогам 2000 года заняла первое место в хит-параде «Чартова дюжина», продержавшись на вершине хит-парада «Нашего радио» полгода.
В завершившемся 31 декабря 2008 года голосовании, приуроченном к 10-летнему юбилею «Нашего радио», песня «Прыгну со скалы» вошла в топ-10 лучших песен десятилетия.

## Список композиций
Слова и музыка всех песен — Андрей Князев, кроме отмеченных.
| №   | Название                                | Музыка                             | Длительность |
| --- | --------------------------------------- | ---------------------------------- | ------------ |
| 1.  | «Кукла колдуна»                         |                                    | 3:22         |
| 2.  | «Наблюдатель»                           |                                    | 4:43         |
| 3.  | «Бедняжка»                              |                                    | 4:08         |
| 4.  | «Прыгну со скалы»                       |                                    | 3:11         |
| 5.  | «Девушка и граф»                        |                                    | 4:31         |
| 6.  | «Песня мушкетёров»                      |                                    | 3:47         |
| 7.  | «Тяни!»                                 |                                    | 2:54         |
| 8.  | «Утренний рассвет»                      | Михаил Горшенёв                    | 2:27         |
| 9.  | «Сосиска»                               |                                    | 2:10         |
| 10. | «Карапуз»                               |                                    | 2:32         |
| 11. | «Спятил отец»                           |                                    | 3:28         |
| 12. | «Ведьма и осёл»                         |                                    | 2:55         |
| 13. | «Екатерина»                             |                                    | 2:11         |
| 14. | «Прерванная любовь, или арбузная корка» |                                    | 2:56         |
| 15. | «Мотоцикл»                              | Михаил Горшенёв, Александр Балунов | 2:08         |
| 16. | «Голые коки»                            |                                    | 2:37         |
| 17. | «Забытые ботинки»                       |                                    | 2:46         |

Материал из архива Александра Балунова (Переиздание 2020 года).
| №   | Название                                  | Длительность |
| --- | ----------------------------------------- | ------------ |
| 18. | «Ели мясо мужики»                         | 2:13         |
| 19. | «Прыгну со скалы (альтернативная версия)» | 3:10         |

## Участники записи

### Группа «Король и Шут»
- Михаил Горшенёв (Горшок) — вокал (2, 5, 6, 8, 11, 15, 17, 18, 19)
- Андрей Князев (Князь) — вокал (кроме 8, 15, 17, 18), гитара (17)
- Александр Балунов (Балу) — бас-гитара, вокал (6), бэк-вокал
- Яков Цвиркунов — гитара, бэк-вокал, вокал (6)
- Александр Щиголев (Поручик) — ударные
- Мария Нефёдова — скрипка
- Павел Сажинов — клавишные, звукорежиссёр

### Приглашённые музыканты
- Марина Капуро — вокал (2, 5), бэк-вокал (12)
- Мария Бессонова — скрипка

### Запись и оформление
- Anj Peteras, Сергей Киселёв — мастеринг (М-рекордс)
- Андрей Алякринский — запись
- Яков Цвиркунов, Павел Сажинов — сведение
- Андрей Князев — художник
- Алекс Федечко-Мацкевич — фото
- Юлия Костарева — дизайн

## Критика
| Оценки критиков | Оценки критиков |
| Источник        | Оценка          |
| --------------- | --------------- |
| ROCK@RU         | (без оценки)    |
| Живой звук      | [ 6 ]           |

В нескольких интервью Михаил Горшенёв признавался, что ненавидел этот альбом из-за его «попсовости».
Кроме того, когда Андрей Князев окончательно покинул группу, Горшенёв в интервью говорил, что рад тому, что из программы исчезли «Кукла колдуна» и «Прыгну со скалы».

## Любовь негодяя (демоверсия «Акустического альбома»)
Первый вариант альбома, под названием «Любовь негодяя», был записан в 1995 году дома у Дмитрия Смирнова, троюродного брата Андрея Князева, на бобинный магнитофон, а кассета с записями получила самодельную обложку. В данном варианте альбома в песнях «Сосиска» и «Лесные разбойники» звучат дополнительные куплеты, которые в дальнейшем, при записи официальных альбомов, были вырезаны как необязательные. Песня «Лесные разбойники» была записана в альбоме «Камнем по голове» (1996) и на тот момент была единственной песней, которую пел только Князев. Оставшиеся композиции (кроме песен «Ах, какую боль ты причинила мне…», «Всадник», «Сада забытых снов, сада покоя», «Резиновый член» и «Пожалуй этой ночью…») позднее сформировали «Акустический альбом».
Список композиций
| №   | Название                               | Длительность |
| --- | -------------------------------------- | ------------ |
| 1.  | «Прыгну со скалы»                      |              |
| 2.  | «Наблюдатель»                          |              |
| 3.  | «Резиновый член»                       |              |
| 4.  | «Ах, какую боль ты причинила мне…»     |              |
| 5.  | «Всадник»                              |              |
| 6.  | «Сада забытых снов, сада покоя»        |              |
| 7.  | «Забытые ботинки»                      |              |
| 8.  | «Пожалуй этой ночью…»                  |              |
| 9.  | «Ведьма и осёл»                        |              |
| 10. | «Сосиска»                              |              |
| 11. | «Прерванная любовь или арбузная корка» |              |
| 12. | «Голые коки»                           |              |
| 13. | «Девушка и граф»                       |              |
| 14. | «Тяни»                                 |              |
| 15. | «Лесные разбойники»                    |              |

Музыканты
- Андрей Князев — вокал
- Дмитрий Смирнов — клавишные, бас-гитара
- Виктория — вокал, визги, (затёрто)
- Михаил Горшенёв — вокал («тупые советы»)